# Simon Plössl
Simon Plössl (født 19. september 1794 i Wien, død 29. januar 1868 sammesteds) var en østrigsk optiker.
Efter at have arbejdet hos Voigtländer i Wien nedsatte han sig, 1823, som optisk instrumentmager i denne sin fødeby. Han vandt et navn ved sine fortrinlige instrumenter, især mikroskoper og kikkerter. Den dialytiske kikkert, som han efter forslag af Littrow fabrikerede fra 1832, var en tid meget anvendt.